# Suvaree Wanchai
วันชัย สุวารี, transcrit Suvaree Wanchai, est un footballeur et arbitre thaïlandais de football.

## Carrière de joueur
Il a joué lors des JO 1956, le match contre la Grande-Bretagne, qu'il a perdu 9-0. La Thaïlande est éliminée au premier tour.

## Carrière d'arbitre
Il débuta internationalement dès 1965 ; il a officié dans une compétition majeure : 
- JO 1968 (1 match)